# Istoria spionajului sovietic în Statele Unite

Emblema NKVD

Încă de la sfârșitul anilor 1920 Uniunea Sovietică prin intermediul serviciilor de informații OGPU și NKVD au folosit ruși și alte naționalități cât și comuniști pentru activități de spionaj în Statele Unite ale Americii. Aceste rețele diferite de spionaj au avut contact cu diverse agenții guvernamentale americale să transmită Moscovei informații secrete.

## Primele eforturi
În timpul anilor 1920 serviciile secrete sovietice de spionaj în SUA s-au axat pe spionaj militar și industrial, în special în industria de aviatică și au încercat să se infiltreze în instituțiile birocratice guvernamentale cum ar fi Departamentul de Stat al SUA, Departamentul de Război etc. Aceste eforturi au avut rezultate indecise.

## Rețeaua Browder și Golos
Una dintre scopurile principale ale spionajului în SUA a fost infiltrarea în viața politică americană și subminarea tuturor nivelurilor societății. Earl Bowder, secretarul general al Partidului Comunist al Statelor Unite a servit el însuși ca agent de recrutare în numele spionajului sovietic.
Browder mai târziu a declarat că „Pe la mijlocul anilor treizeci Partidul nu-și fixa ca obiectiv primordial recrutarea membrilor." A rămas nedeclarată intenția sa de a folosi membrii partidului pentru spionaj acolo unde așa ceva era posibil. Browder milita pentru folosirea Frontului Unit să implice alți membrii de stânga ca să lărgească baza pentru recrutarea de noi membri pentru spionaj.
Rezidența ilegală a NKVD în SUA a fost stabilită în 1934 de fostul rezident berlinez, Boris Bazarov..
În 1935 agentul NKVD, Isac Ahmerov a intrat în SUA cu acte de identitate false pentru a-l asista pe Bazarov în obținerea unor informații de spionaj utile.

## Cazul de spionaj al soților Soble
Jacob Albam și soții Soble (Jack și Myra) au fost acuzați în 1957 acuzați de spionaj de către FBI, apoi au fost condamnați executând pedeapsa cu închisoarea. Soții Zlatovski au rămas în Paris, Franța, unde legea nu le permitea extrădarea către SUA pentru spionaj. Robert Soblen a fost condamnat la închisoare pe viață pentru spionaj la Laboratoarele Naționale Sandia, dar a fugit în Israel. După ce a fost expulzat din Israel s-a sinucis în Marea Britanie în timp ce-și aștepta extrădarea în SUA .

## Cercul de spioni Silvermaster
Urmări